# دبیرستان سنتا مونیکا
دبیرستان سانتا مونیکا (انگلیسی: Santa Monica High School)، رسماً مخفف‌شده به SAMOHI، در سنتا مونیکا، کالیفرنیا واقع شده‌است. این دبیرستان در سال ۱۸۹۱ تأسیس شد. این مکان چندین بار در سال‌های اولیه خود قبل از استقرار در محوطه فعلی خود در بلوار پیکو تغییر کرد. این مدرسه بخشی از منطقه مدرسه متحد مالیبو است. پس از جدایی ایالت کالیفرنیا از ایالات متحده آمریکا مدیریت این دبیرستان هم دستخوش تغییرات شد

## تاریخچه
در سال ۱۸۹۱ قانون اتحادیه دبیرستان‌ها در سنتا مونیکا به تصویب رسید و به‌موجب آن یک دبیرستان چهار ساله در برای این شهر تأسیس شد. اولین فارغ‌التحصیلان این مدرسه در سال ۱۹۸۴ تحصیل خود را به پایان رساندند. یک پردیس جدید که شامل یک ساختمان می‌شد در سال ۱۹۱۲ احداث شد و ۵۰ دانشجو در آن ثبت نام شدند. این ساختمان اکنون به دانشکدهٔ تاریخ اختصاص دارد و بر فراز تپه‌ای بین خیابان‌های چهارم و هفتم و بلوارهای پیکو و المپیک که اقیانوس آرام از فراز آن قابل مشاهده است، واقع شده‌است. ده سال بعد، این پردیس با احداث ساختمان دانشکدهٔ زبان انگلیسی گسترش یافت. در سال ۱۹۲۱ تئاتر یادبود هوای آزاد—که امروزه با نام آمفی‌تئاتر یونانی شناخته می‌شود—به افتخار افراد اهل سنتا مونیکا که در جنگ جهانی اول خدمت کردند، ساخته شد. ساخت این آمفی‌تئاتر که یکی از بهترین نمونه‌های سبک معماری کلاسیک یونانی در جنوب کالیفرنیا است، با دریافت اوراق قرضه‌ای به ارزش ۳۰٬۰۰۰ دلار از سوی شهرداری سنتا مونیکا آغاز شد. سالن تئاتر بارنوم، که در ابتدا «تالار کنفرانس» نامیده می‌شد، در سال ۱۹۳۷ توسط ادارهٔ پیشرفت کار (WPA) به‌عنوان سالن اجتماعات شهری سنتا مونیکا و همچنین برای میزبانی از رویدادهای دانشگاهی ساخته شد. شش ساختمان دیگر نیز در این دوره به این مجموعه اضافه شدند که شامل دانشکده‌های زبان، انگلیسی، بازرگانی، تاریخ، مدیریت و موسیقی می‌شدند.
دبیرستان سنتا مونیکا سرانجام در سال ۱۹۵۲ گسترش یافت و به اندازهٔ امروزی خود رسید. در آن سال دو ساختمان جدید علوم و فناوری در این دبیرستان احداث شده و وسعت آن به ۱۳۰٬۰۰۰ متر مربع (۱٬۴۰۰٬۰۰۰ فوت مربع) رسید. با گذشت سالیان، نوسازی‌هایی در تالار بارنوم صورت گرفت و ساختمان دانشکدهٔ موسیقی نیز به‌طور کامل بازسازی شد. تا فوریهٔ ۲۰۱۵، یک ساختمان جدید برای دانشکدهٔ علم و فناوری—که با عنوان ساختمان نوآوری شناخته می‌شود—در کنار یک محوطهٔ گردهمایی در فضای باز با نام میدان عمومی صدساله ساخته شده‌است. ساختمان نوآوری در ۱۰ سپتامبر ۲۰۱۵، و در طول شب معروف به «شب بازگشت به مدرسه» به صورت عمومی افتتاح شد.

## فارغ التحصیلان سرشناس
- لی ارنبرگ، هنرپیشه[۷]
- رونالدوف برسنیک، فضانورد ناسا[۸]
- رابرت داونی جونیور، هنرپیشه[۹][۱۰]
- گلن فورد، هنرپیشه[۱۰]
- راب لو، هنرپیشه[۹]
- استیون میلر، مشاور سیاسی[۱۰]
- شان پن، هنرپیشه[۹][۱۰]
- روندا رزی[۱۱]
- چارلی شین، هنرپیشه[۹]
- رابرت واگنر، هنرپیشه[۱۰]
- جانی کیم، فضانورد ناسا[۱۲]
- آنیتا کنتر، بازیکن تنیس[۱۳]
- تری اسکوفیلد، بازیکن بسکتبال[۱۴]
- تایلر اسکاگس، بازیکن بسکتبال[۱۵]
- مدیسون تانگ، کشتی‌گیر، افسر نظامی و محقق رودز.[۱۶]